# Góis (apellido)
Góis (incluyendo sus variantes Gois, Goes, Goes, Goiz y Goez) es un apellido de origen judío que significa "Montaña de Oro" o "Montes Dourados". Existen hipótesis que sugieren que la palabra Góis es una variante de "gói" (del hebreo גוי : plural גויים , transliterado como goyim), que significa nación o pueblo. En la Torá (Pentateuco), las palabras "gói" y "goyim" aparecen cerca de 550 veces en referencia al pueblo judío. 

## Origen
El nombre Góis puede derivar del germánico del bajo latín gotes que significa "colinas rocosas" , del vasco 'Goieche', etimológicamente "casa alta" o del gótico gauja, vía el nombre germánico Goi- . También puede significar Montaña Dorada o Colinas Doradas .
El primero que se sabe que utilizó este nombre fue Pedro Salvadores de Góis, 4º señor de Góis, hijo de Salvador Gonçalves, 3º señor de Góis. Salvador Gonçalves había heredado el señorío de su tío materno, D. João Anaia, obispo de Coimbra y 2.º señor de Góis, hijo de Anaia Vestrariz "da Estrada", señor de Semide, en Miranda do Corvo, que en 1110 recibió a la reina D. Teresa, madre de D. Afonso Henriques, donde en 1113 fundó la actual villa de Góis y su primera iglesia parroquial.

## Escudo de armas
La antigua familia Góis probablemente se caracterizaba por tres grandes mosquetes de armiño y un castillo con tres torres, como se desprende tanto de las armas atribuidas a los Góios, una de las grafías medievales de Góis, como de las armas documentadas de Estêvão Vasques de Góis., alcalde -mor de Lisboa .

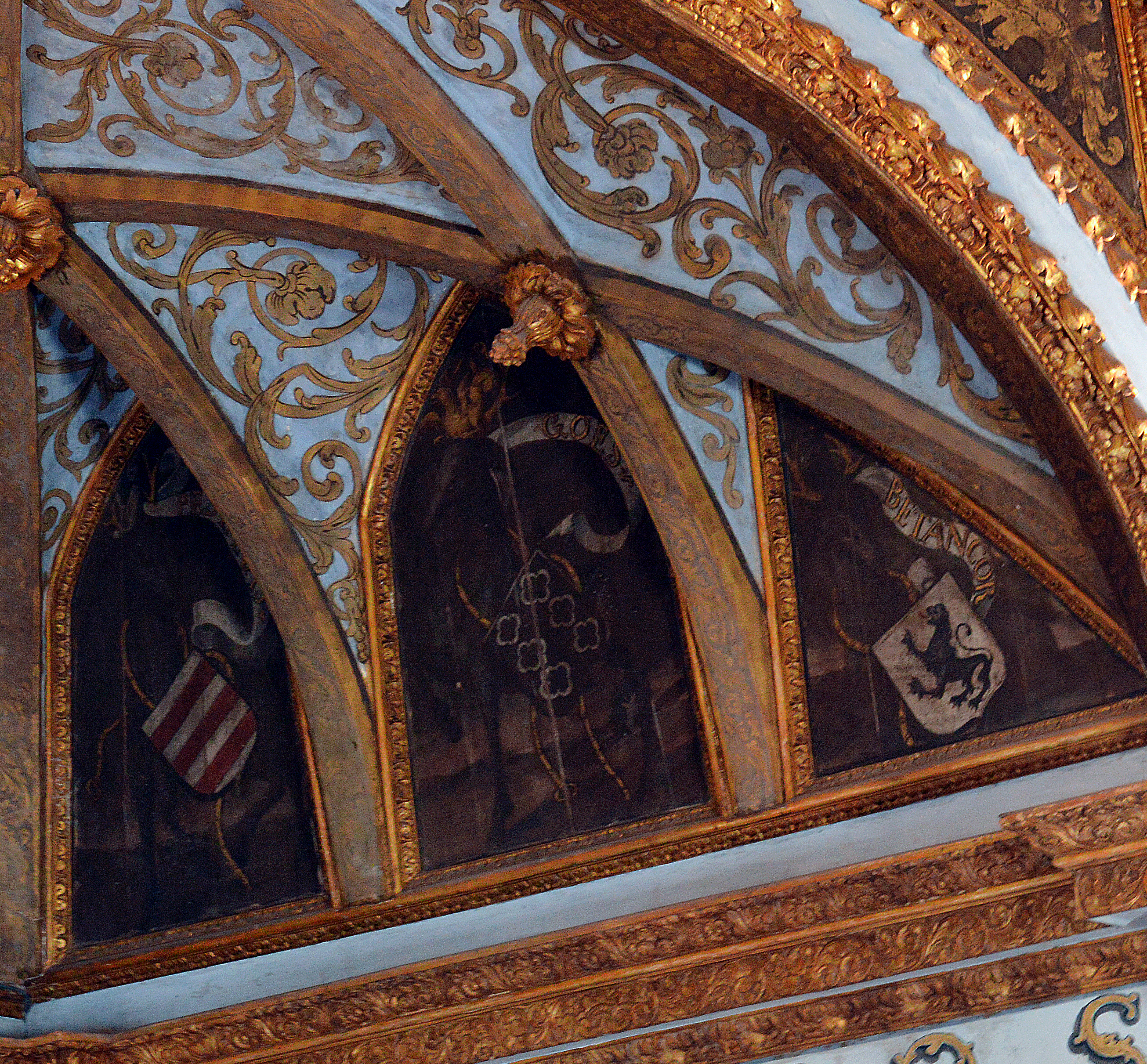
Ubicación del escudo de los Góis en la esquina del techo de la Sala de Sintra, entre Pestana y Bettencourt.

Durante la reforma heráldica de D. Manuel I, estas armas parecen haberse superpuesto a las de los Lemos, por confusión con los Góis que utilizaban armas de aquella varonia, a través de Gomes Martins de Lemos, casada con Mecia Vasques de Góis, nieta. del mencionado Estêvão Vasques de Gois. Efectivamente, el 6 de abril de 1513 se concedió carta de armas a Pedro de Góis, nacido hacia 1450 y vecino de Óbidos, " de la generación y linaje de los Góis (...) nobles y nobles de los reinos que tiene Portugal, rey principal de armas, con los respectivos privilegios, libertades, honores, gracias y favores. Se concede la petición del beneficiario, tras acreditarse ser hijo legítimo de Álvaro Gonçalves, siervo del rey D. Afonso V, y de Leonor de Góis, hija legítima de Álvaro Vaz de Góis, abuelo del peticionario. Éste era hermano de Nuno de Góis, alcalde que era de Alenquer y de todo el linaje de Góis. " Las armas otorgadas son seis cuadernos de plata sobre campo azul, con la diferencia de un bric dorado con un merlet azul, pues provenían de una mujer, teniendo como cimera una serpiente verde. El rey la envió a través del bachiller António Rodrigues Portugal, su principal rey de armas, firmando la carta el escribano Diogo Fernandes. Según Manuel Abranches de Soveral, este fue el primer escudo en el que la reforma heráldica manuelina confundió las armas de los Lemos, utilizadas por los Góis de aquella varonia, con las de la antigua familia Góis, entregando a estos últimos, por error, sus armas. .
Esta versión del escudo de los Góis está representado entre los 72 escudos del techo de la Sala de Sintra, situado en un rincón de la sala, entre los escudos de los Pestana y los Bettencourt, que aparecen en azul., con seis cuadernos de medias lunas de plata, con un dragón volador dorado como cresta .